# Albert Martin
Albert Martin (* 1949 in Stuttgart) ist ein deutscher Wirtschaftswissenschaftler und war, bis zum Eintritt in den Ruhestand im Jahr 2015, Professor für Betriebswirtschaftslehre, insbesondere Mittelstandsökonomie an der Leuphana Universität Lüneburg.

## Leben
Albert Martin studierte Betriebswirtschaftslehre an der Universität Mannheim. 1974 schloss er sein Studium als Diplom-Kaufmann ab. Im Anschluss war er als wissenschaftlicher Mitarbeiter am Lehrstuhl für Allgemeine Betriebswirtschaftslehre, Personalwesen und Arbeitswissenschaften an der Universität Mannheim tätig. 1979 promovierte er an der Universität Paderborn mit der Arbeit Die betriebliche Integration von ausländischen Jugendlichen. Von 1980 bis 1987 war er Hochschulassistent bzw. Hochschuldozent an der Universität Paderborn. Dort habilitierte er sich 1986 mit der Schrift Die empirische Forschung in der Betriebswirtschaftslehre. Im Anschluss vertrat er 1988 den Lehrstuhl für ABWl, Personal und Organisation an der Universität Bamberg. 1989–1991 kehrte er für eine Vertretung des Lehrstuhl für Betriebswirtschaftslehre, Personalwesen und Arbeitswissenschaften an die Universität Mannheim an zurück. 1991 berief ihn die Universität Lüneburg auf den Lehrstuhl für Betriebswirtschaftslehre, insbesondere Mittelstandsökonomie. Von 1993 bis zum Eintritt in den Ruhestand im Jahr 2015 war er Leiter des (ehemaligen) Instituts für Mittelstandsforschung an der Universität Lüneburg. Er ist Sprecher des Arbeitskreises Empirische Organisations- und Personalforschung.

## Schriften (Auswahl)
Monografien
- Die empirische Forschung in der Betriebswirtschaftslehre. Stuttgart (Poeschel) 1989.
- Personalforschung München, Wien (Oldenbourg), 2. Aufl. 1994.
- Affekt, Kommunikation und Rationalität in Entscheidungsprozessen. München, Mering (Hampp) 1998.
- Handlungstheorie. Grundelemente menschlichen Handelns. Darmstadt (Wissenschaftliche Buchgesellschaft) 2011.
- Fehlentscheidungen. Warum wir tun, was wir später bereuen. Darmstadt (Wissenschaftliche Buchgesellschaft) 2012.
- Kollektive Entscheidungen. Darmstadt (Wissenschaftliche Buchgesellschaft) 2019.
- Die Anwendung moralischer Normen und Regeln. Stuttgart (Kohlhammer) 2025.

Aufsätze
- Base and Superstructure: Results of Simulation Calculations about the Role of Ideology in Stabilizing Personnel Policy. In: Alewell, D./Matiaske, W./Leßmann, O. (Hrsg.): The „Betrieb“ as Corporate Actor. Management Revue. Special Issue. 140–166. Baden-Baden 2022 (Edition Rainer Hampp in der Nomos Verlagsgesellschaft)
- Das Allgemeine Verhaltensmodell von March und Simon. Schriften aus dem Institut für Mittelstandsforschung der Universität Lüneburg, Heft 64, Lüneburg 2021, siehe hierzu das mathematische Modell unter https://notebookarchive.org/the-march-simon-model-of-adaptive-motivated-behavior--2022-03-60cqzmk/
- mit Luca Cardinale: Soziographie der Arbeitszufriedenheit. Schriften aus dem Institut für Mittelstandsforschung der Universität Lüneburg, Heft 61, Lüneburg 2021
- Echte Entscheidungen sind Prozesse. In: Forschungsforum „Begriffsklärungen in Wissenschaft und Bildung: Entscheidung“. itdb Inter- und transdisziplinäre Bildung. Lucerne University Press, 2021, S. 12–14, 46–51, 80–81 (itdb.ch).
- Duration of Organizational Decision Processes in Organizations in View of Simulation Calculations. Management Revue, 30, 346-370
- mit Thorsten Jochims: Beschäftigungsverhalten mittelständischer Unternehmen. Zeitschrift für KMU und Entrepreneurship, 67, 207–234
- Die Macht der Funktionen. In: Duschek, Stephan/Gaitanides, Michael/Matiaske, Wenzel/Ortmann, Günther (Hrsg.): Organisationen regeln. S. 163–194. 2012, Wiesbaden (Verlag für Sozialwissenschaften).
- Intuition – der einfache Weg? In: Zeitschrift für Personalforschung, 2008, 22, S. 429–435.
- Dialectical conditions. Leadership structures as productive action generators. In: management revue, 2006, 17, pp. 320–447.
- Die subjektive Beurteilung der Arbeitsbeziehung in unterschiedlichen Beschäftigungsverhältnissen. In: Die Betriebswirtschaft, 2006, 66, S. 146–176.
- mit Thomas Behrends:  Personalarbeit in Klein- und Mittelbetrieben. In: Zeitschrift für KMU und Entrepreneurship, 2006, 54, S. 25–49.